# 尾道市立田熊小学校
尾道市立田熊小学校（おのみちしりつ たくましょうがっこう）は、広島県尾道市因島田熊町に存在した小学校である。1865年4月に村上萬之助によって久敬舎として設立され、2015年3月21日に同校の体育館において閉校式を迎えた。2015年4月1日から同校、土生小学校と三庄小学校の3小学校が統合した尾道市立因島南小学校がスタートを切った。

## 沿革
- 1865年（慶応元年）- 前身である久敬舎が設立[2][3]
- 1947年（昭和22年）- 御調郡田熊村立田熊小学校（学制改革）[2]
- 1949年（昭和24年）- 御調郡田熊町立田熊小学校（町制施行）
- 1953年（昭和28年）- 因島市立田熊小学校（市制施行）
- 2006年（平成18年）- 尾道市立田熊小学校（平成の大合併）
- 2015年（平成27年）- 閉校[2]

## 校歌
- 作詞者は、作詞家で広島県安那郡八尋村出身の葛原しげるである。
- 作曲者は、作曲家で高知県安芸郡土居村出身の弘田龍太郎である。

## 学区

### 通学区域
特別な事情がない限り、以下の地域の児童全員が同校に通学することとなっていた。
- 因島田熊町大字なし全域

### 中学校
特別な事情がない限り、本校の卒業生は全員が以下の中学校に進学することとなっていた。
- 2009年度以前
  - 尾道市立田熊中学校 - 本校と同一学区
- 2010年度以後
  - 尾道市立因島南中学校

## 学区の地理

### 自然景観
- 青影山

### 史跡・神社仏閣
- 青陰城跡
- 亀甲山八幡神社
- 浄土寺 - ハッサク顕彰碑
- 安政柑発祥之地碑

### 主要施設
- しまなみ海道 - 因島大橋
- 因島総合福祉保健センター（はっさく交流館）
- 因島モール
- 田熊桟橋
- 金山港

### 教育機関
- 幼稚園
  - 田熊幼保連携型認定こども園
- 中学校
  - 尾道市立因島南中学校
- 統廃合された教育機関
  - 尾道市立田熊中学校

## アクセス

### 鉄道
- 尾道駅より車で約30分

### 路線バス
- 因島総合支所前バス停より徒歩で約8分

## 参考資料
- 体力テストの結果（アーカイブ） - 国立国会図書館Web Archiving Project
- 市町立学校の新設・統廃合等（平成27年度当初）（2019年3月5日アーカイブ） - 国立国会図書館Web Archiving Project
- 尾道市立田熊小学校閉校式（アーカイブ） - 国立国会図書館Web Archiving Project